# 트로얀

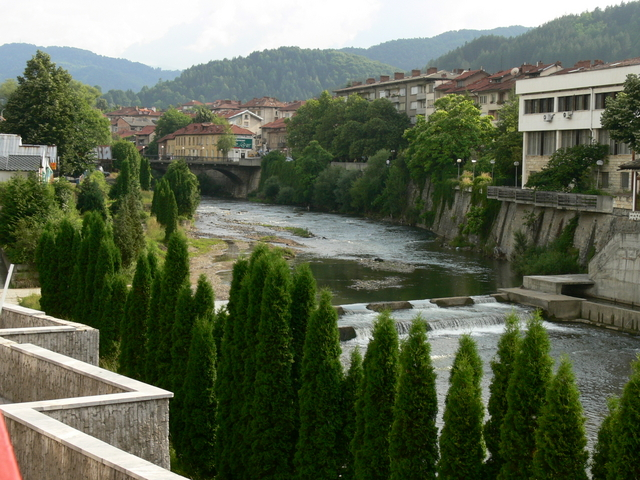
트로얀 시가지

트로얀(불가리아어: Троян, Troyan)은 불가리아 중부에 위치한 로베치주의 도시로 인구는 21,997명(2009년 12월 기준), 면적은 60.243km2, 인구 밀도는 370명/km2, 높이는 380m이다.
1868년 지방 공예의 거점으로 개발하기 위한 차원에서 건설되었으며 불가리아의 해방 이후에 크게 발전했다.

시 문장

## 자매 도시
- 프랑스 Vigneux-sur-Seine
- 북마케도니아 Dojran
- 독일 Ellwangen
- 벨라루스 Maryina Horka
- 프랑스 Pernes-les-Fontaines
- 이탈리아 포를리